# Apanteles argus
Apanteles argus är en stekelart som beskrevs av De Saeger 1944. Apanteles argus ingår i släktet Apanteles och familjen bracksteklar. Inga underarter finns listade i Catalogue of Life.